# Albert Béguin
Albert Béguin (La Chaux-de-Fonds, no cantão de Neuchâtel, na Suíça, 17 de julho de 1901 - Roma,  3 de maio de 1957), foi um escritor, crítico e editor suíço de língua francesa em Paris.
É filho do farmacêutico Charles-Émile Béguin e de Marthe Wille, e irmão do jornalista Pierre Béguin.
A partir de 1940 foi para França, para Chateauroux na zona franca, para pregar a resistência às ilusões pétainistas, ficando nomeadamente com Roger Cazala. Em 1942, Albert Béguin criou e dirigiu Cahiers du Rhône (la Baconnière). Colaborou com outras publicações da resistência suíça, como a coleção Le Cri de la France (Librairie de l'Université de Fribourg), onde publicou a sua famosa tradução da Busca do Graal.
Em 1946, ele retornou a Paris. Quando Emmanuel Mounier morreu, em 1950, foi diretor da revista Esprit até à sua morte, na qual defendia a liberdade criativa dos escritores2. No mesmo ano, ganhou o Prêmio Rambert de Paciência da Ramuz. Devemos-lhe estudos sobre a Índia, a Alemanha e obras de crítica literária dedicadas a Blaise Pascal, Honoré de Balzac, Gérard de Nerval, Charles Péguy, Léon Bloy e até Charles-Ferdinand Ramuz.